# Conferencia de Wannsee

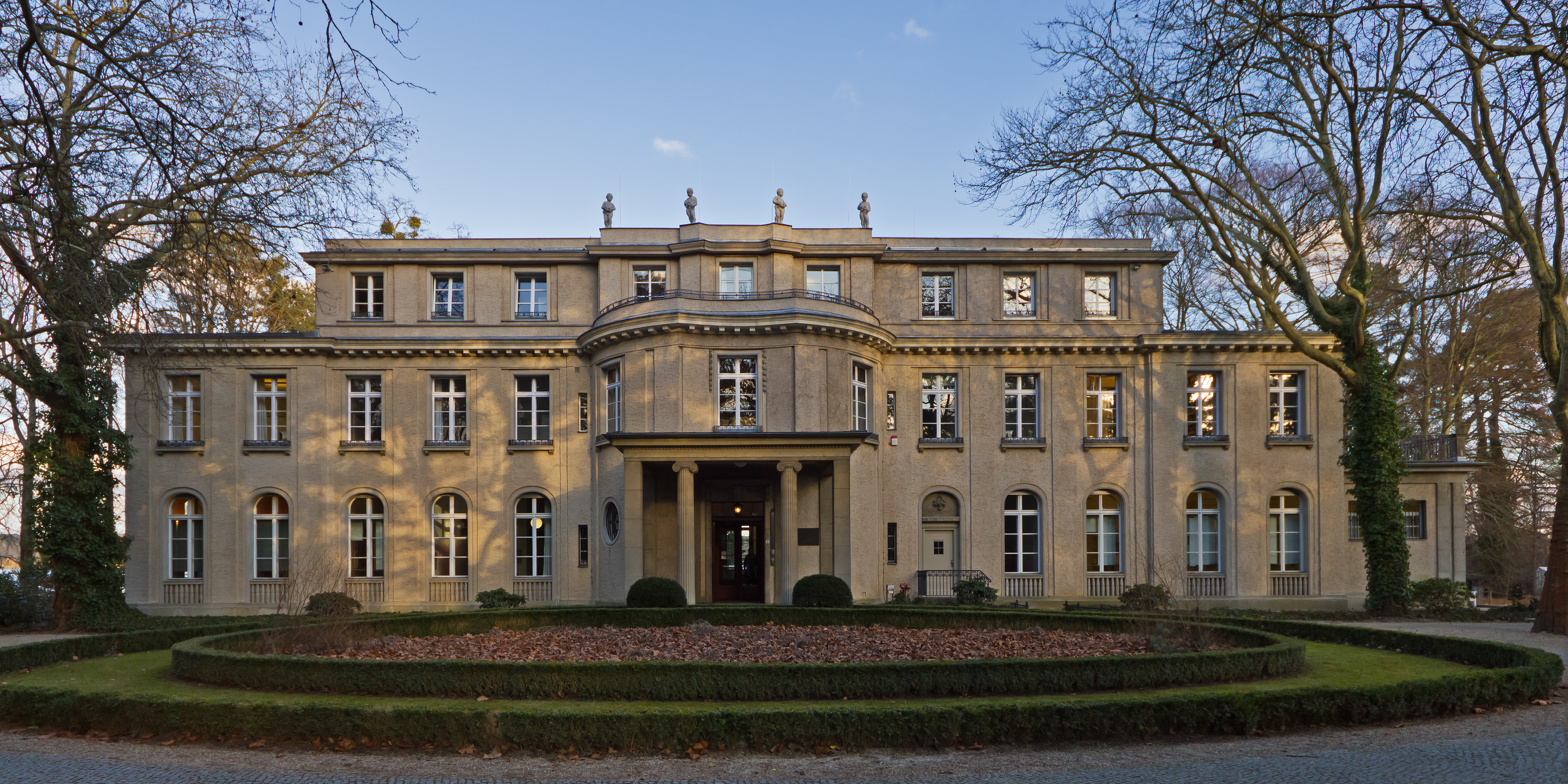
La villa Am Großen Wannsee 56–58, en donde se celebró la Conferencia de Wannsee. Desde 1992, es un monumento y un museo del Holocausto.

La Conferencia de Wannsee (en alemán: Wannseekonferenz) fue una reunión de catorce altos funcionarios gubernamentales de la Alemania nazi y líderes de las Schutzstaffel (SS), celebrada en el suburbio berlinés de Wannsee el 20 de enero de 1942.
La conferencia fue convocada por el SS-Obergruppenführer y jefe de la Oficina Central de Seguridad del Reich, Reinhard Heydrich, con el propósito de garantizar la cooperación de los líderes administrativos de varios departamentos gubernamentales en la implementación de la llamada solución final a la cuestión judía, por la cual la mayoría de los judíos de la Europa ocupada por los alemanes serían deportados a la Polonia ocupada y posteriormente asesinados. Asistieron a la conferencia representantes de varios ministerios gubernamentales, incluidos los secretarios de Estado del Ministerio de Asuntos Exteriores, del Interior, el de Justicia, el del Plan Cuatrienal, el de Propaganda y el de los Territorios Ocupados del Este, así como varios oficiales de las SS. En el transcurso de la reunión, Heydrich describió cómo los judíos europeos serían detenidos y enviados a los campos de exterminio en la parte ocupada de Polonia, donde serían asesinados.
La discriminación contra los judíos había comenzado de manera inmediata a la toma del poder por los nazis el 30 de enero de 1933. El régimen nacionalsocialista utilizó la violencia y la presión económica para alentar a los judíos a abandonar de forma «voluntaria» el país. Tras la invasión de Polonia en septiembre de 1939, comenzó el exterminio de los judíos europeos y las matanzas continuaron y se aceleraron tras el inicio de la invasión de la Unión Soviética en junio de 1941. El 31 de julio de 1941, Hermann Göring autorizó por escrito a Heydrich a preparar y presentar un plan que contase con la coordinación y cooperación de todas las organizaciones gubernamentales para implementar «una solución total de la cuestión judía» en los territorios bajo control alemán. En la Conferencia de Wannsee, Heydrich enfatizó que una vez completado el proceso de deportación, el destino de los deportados se convertiría en un asunto de la competencia de las SS. Un objetivo secundario también consistió en definir quién era judío.
Terminada la Segunda Guerra Mundial, una copia del Protocolo con las actas de la reunión distribuidas fue descubierta por Robert Kempner en marzo de 1947, la cual se encontraba entre los archivos que habían sido incautados del Ministerio de Asuntos Exteriores y se utilizó como prueba en los juicios de Núremberg. Años más tarde, cuando Adolf Eichmann fue juzgado en Jerusalén, declaró que la expresión «tratamiento apropiado» para los judíos, utilizado en las actas, significaba en realidad el asesinato de estos.
Desde 1992, la villa Am Großen Wannsee 56–58, donde se celebró la conferencia, fue convertido en un monumento y museo del Holocausto.

## Antecedentes

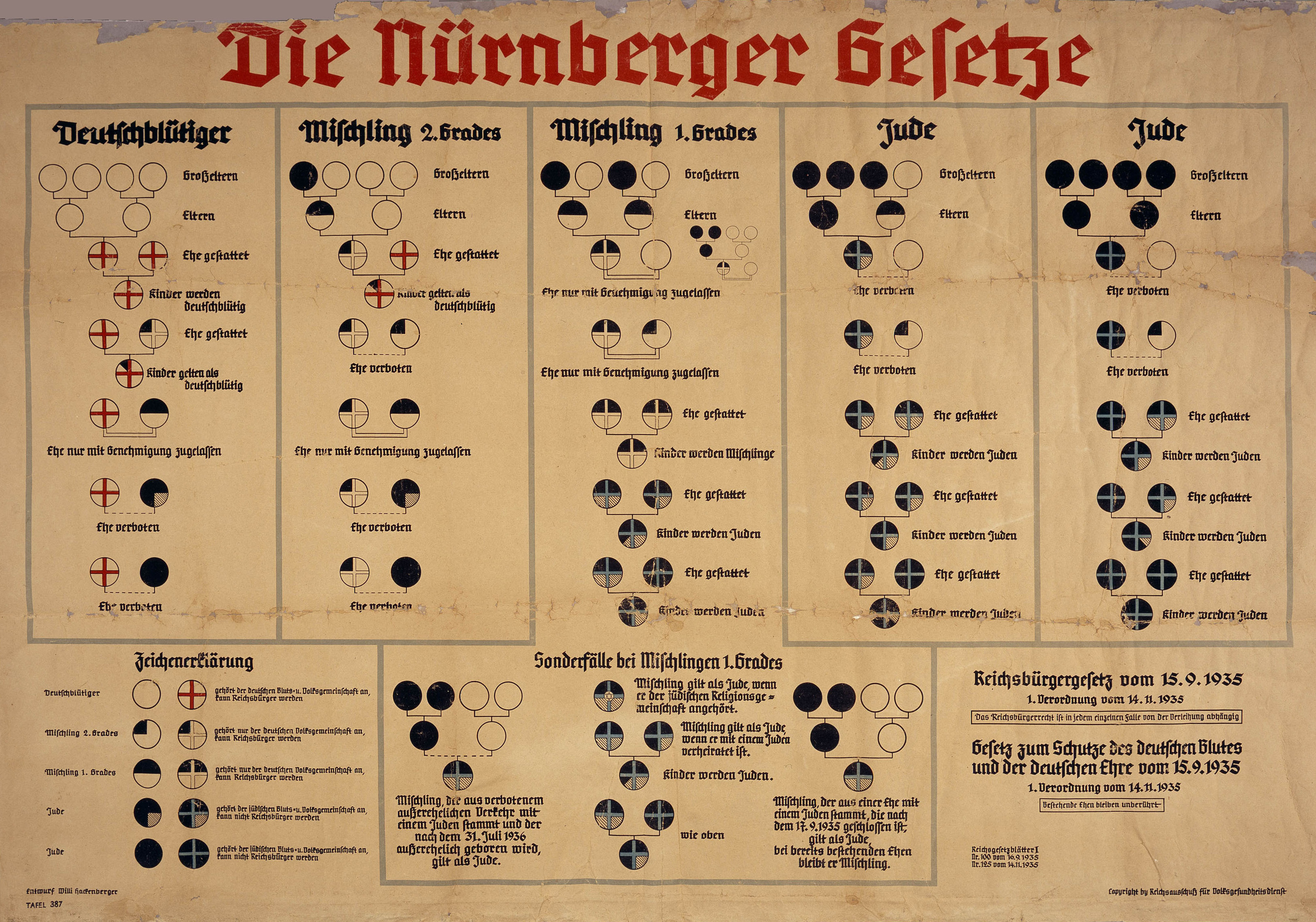
Gráfico publicado por el Gobierno nazi en 1935, en donde explicaron los esquemas familiares que determinaban las leyes de Núremberg.

La ideología nazi unía los elementos de antisemitismo, higiene racial y eugenesia y los combinaba con el pangermanismo y el expansionismo territorial con el objetivo de obtener más «espacio vital», también conocido como Lebensraum, para la gente germánica. La Alemania nazi trató de obtener su nuevo territorio con sendos ataques sobre Polonia y la Unión Soviética con la pretensión de deportar o matar a los judíos y eslavos que habitasen en el territorio, los cuales eran considerados por el régimen nazi Untermenschen —«subhumanos» o de «raza inferior»— en contraste con el pueblo germano.
La discriminación contra los judíos, la cual llevaba practicándose por mucho tiempo en Europa, era realizada casi siempre al margen de la ley. Sin embargo tras la toma del poder por los nazis, estos la legalizaron de forma expresa el 30 de enero de 1933. La Ley para la Restauración de la Función Pública, aprobada el 7 de abril de ese mismo año, excluía a la mayoría de los judíos de la profesión legal y del servicio civil. La aprobación de otros decretos similares privó a los judíos del derecho de aprender o ejercer otras profesiones. El régimen empleó tanto la violencia como la presión económica para instar a los judíos a abandonar el país «voluntariamente». Se prohibió la entrada de los negocios judíos al mercado y la publicidad de los mismos en los periódicos, y además, se les negó la posibilidad de obtener contratos gubernamentales. Los ciudadanos judíos sufrieron todo tipo de hostigamientos desde boicots a sus negocios hasta ataques de violencia física, siendo el caso más notorio la noche de los cristales rotos.
Con las leyes de Núremberg aprobadas en septiembre de 1935, se prohibieron los matrimonios entre judíos y personas de origen germánico, las relaciones extramatrimoniales entre judíos y alemanes, así como la contratación por parte de los judíos de mujeres alemanas menores de cuarenta y cinco años para realizar las tareas del hogar. La ley de ciudadanía del Reich indicaba que solo aquellos que tuviesen sangre alemana podían ser considerados ciudadanos. En consecuencia, los judíos, junto con otros grupos marginales, fueron despojados de su nacionalidad alemana. Un decreto suplementario emitido en noviembre definió como judío a cualquiera que tuviera al menos tres abuelos judíos o, en el caso de que el sujeto fuese seguidor de la fe judía, bastaba con tener dos. Al comienzo de la Segunda Guerra Mundial en el año 1939, alrededor de 250 000 de un total de los 437 000 judíos que vivían en Alemania emigraron a los Estados Unidos, Palestina, Reino Unido y otros países.
Tras la invasión de Polonia en septiembre de 1939, Hitler ordenó la destrucción de la élite y la intelligentsia polacos. Los nazis redactaron el llamado Sonderfahndungsbuch Polen, un libro con una lista de ciudadanos polacos que debían ser eliminados, el cual fue usado por las SS desde mayo de 1939. Los Einsatzgruppen —«grupos de operaciones», en alemán— se encargaron de estos asesinatos con el apoyo del Volksdeutscher Selbstschutz —«brigada de autoprotección germánica»—, un grupo paramilitar conformado por personas de etnia alemana que vivían en Polonia. Miembros de las SS, la Wehrmacht y la Ordnungspolizei —«policía del orden»— también tomaron parte en los asesinatos de civiles durante la campaña polaca. Aproximadamente 65 000 civiles habían muerto para finales de 1939. Además de los miembros de la intelligentsia polaca, fueron asesinados judíos, prostitutas, gitanos, enfermos mentales, y todo aquel a quien el régimen nazi considerase «indeseable».
El 31 de julio de 1941 Hermann Göring dio autorización escrita al SS-Obergruppenführer Reinhard Heydrich, jefe de la Oficina Central de Seguridad del Reich, para preparar y enviar un plan para realizar una «solución total a la cuestión judía» en territorios bajo control alemán y para coordinar la participación de todas las organizaciones gubernamentales implicadas. El resultante Generalplan Ost (Plan General para el Este) llamaba a deportar a la población de la Europa del Este ocupada y de la Unión Soviética a Siberia, para su uso como trabajo esclavo o para su asesinato. Las actas de la Conferencia de Wannsee estimaron que la población judía de la Unión Soviética era de cinco millones, incluidos casi tres millones en Ucrania.
Además de la eliminación de los judíos, los nazis también planearon reducir la población de los territorios conquistados en unos 30 millones mediante la hambruna en una acción llamada el «Plan del Hambre» ideada por Herbert Backe. Los suministros de alimentos se desviarían al pueblo y ejército alemán. Las ciudades serían arrasadas y la tierra podría volverse boscosa o ser un lugar de reasentamiento para futuros colonos alemanes. El objetivo de dicho plan consistió en infligir de manera deliberada una hambruna masiva entre la población eslava bajo ocupación nazi, todos los suministros de comida serían entregados a la población en Alemania y a la Wehrmacht en el Frente Oriental. Según el historiador Timothy Snyder, «4,2 millones de ciudadanos soviéticos (en su mayoría rusos, bielorrusos y ucranianos) perecieron por la hambruna  entre 1941 y 1944 como resultado del plan de Backe».
Las cosechas fueron escasas en Alemania entre 1940 y 1941, por lo que el suministro de comida gradualmente disminuyó, y un gran número de trabajadores forzados eran traídos al país para servir en la industria armamentística. Si estos trabajadores, al igual que la población alemana, tenían que ser alimentados de manera adecuada, se debía realizar una profunda reducción en el número de los que el régimen consideró «bocas inútiles», en donde se encontraban —según la ideología nazi— todos los judíos como ejemplo más evidente.
A comienzos de 1942, para la época en que se celebró la Conferencia de Wannsee, el asesinato de judíos en la Unión Soviética ya estaba en marcha. Desde el comienzo de la Operación Barbarroja, la invasión a la Unión Soviética, se asignó a los Einsatzgruppen la misión de seguir al ejército en las áreas conquistadas para acorralar y matar judíos. En una carta fechada el 2 de julio de 1941, Heydrich comunicó a sus jefes de las SS y la policía que los Einsatzgruppen estaban listos para ejecutar a oficiales de la Comintern, a los miembros del escalafón del Partido Comunista y a los comisarios políticos, así como a los judíos con presencia en el partido y en los puestos gubernamentales. Se dieron instrucciones abiertas para ejecutar a «elementos radicales como saboteadores, propagandistas, francotiradores, asesinos, agitadores, etc». Heydrich también dio instrucciones de alentar en secreto cualquier pogromo iniciado por los ocupantes de los territorios conquistados. El 8 de julio, anunció que todos los judíos debían ser considerados partisanos y ordenó que todos los varones judíos entre las edades de quince y cuarenta y cinco años fueran fusilados. Para agosto, la red se había ampliado para incluir a mujeres, niños y ancianos de la población judía. Cuando estaba teniendo lugar la planificación de la Conferencia de Wannsee, cientos de miles de judíos polacos, serbios y rusos ya habían sido asesinados. La idea inicial era implementar el Generalplan Ost tras la conquista de la URSS. Los judíos europeos serían deportados a las partes ocupadas de Rusia, donde trabajarían hasta la muerte en proyectos de construcción de carreteras.

## Planificando la reunión

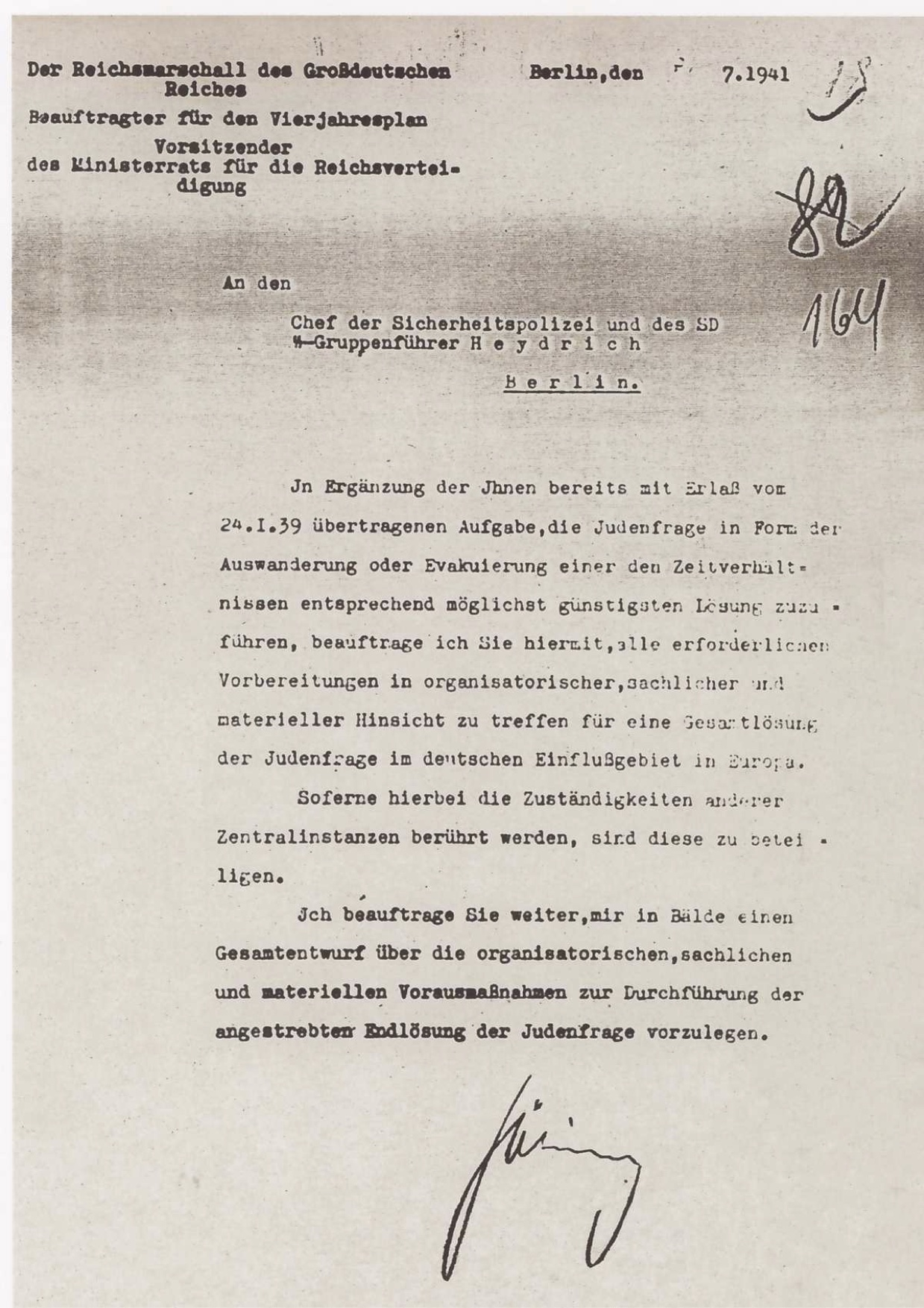
Orden de Göring a Heydrich

El 29 de noviembre de 1941, Heydrich envió invitaciones para celebrar una conferencia ministerial, la cual tendría lugar el 9 de diciembre en las oficinas de la Interpol en el número 16 de Am Kleinen Wannsee, en Wannsee. No obstante, el 4 de diciembre cambió la sede de la misma a una nueva villa en donde la conferencia finalmente se celebró. Además, adjuntó una copia de la carta que le había escrito Hermann Göring el 31 de julio y en la que le había autorizado planificar la llamada solución final a la cuestión judía. Los invitados fueron ministros y oficiales que representaban a los siguientes departamentos ministeriales: el Ministerio de Relaciones Exteriores del Reich, el de Interior, el de Justicia, el del plan de los cuatro años, el de Propaganda y el de los Territorios Ocupados del Este.
Heydrich emitió las invitaciones el 29 de noviembre con la primera reunión fijada a celebrarse en 9 de diciembre, sin embargo fue cancelada por los grandes acontecimientos que en ese momento ocurrieron respecto al curso de la guerra. El 5 de diciembre el Ejército soviético inició una contraofensiva cerca de Moscú, lo que desbarató los planes alemanes de llevar a cabo una conquista rápida de la Unión Soviética. Dos días más tarde, el Imperio del Japón realizó un ataque sorpresa en Pearl Harbor a los Estados Unidos, lo que provocó que estos le declarasen la guerra a los japoneses al día siguiente. En respuesta a este hecho, en cumplimiento del Pacto Tripartito, el Régimen nazi declaró la guerra a los estadounidenses el 11 de diciembre, lo que fue contestado por el Gobierno estadounidense unas horas después. Algunos de los invitados a la reunión se encontraban inmersos en estas preparaciones, lo que obligó a Heydrich a retrasar la conferencia.
Alrededor de estas fechas, Hitler decidió que los judíos europeos tenían que ser exterminados de manera inmediata en lugar de esperar a que terminara la guerra, cuyo final ya no le parecía cercano. En la reunión de la Cancillería del Reich celebrada el 12 de diciembre de 1941, el líder nazi se reunió con los oficiales más importantes del partido y expuso sus intenciones. El 18 de diciembre, Hitler discutió el destino de los judíos con Himmler en su cuartel militar en la «Guarida del Lobo», también conocida como Wolfsschanze en Prusia. Tras la reunión, Himmler anotó en sus apuntes que los judíos «deben ser destruidos como los partisanos».
La guerra estaba en curso y al considerar que el transporte de personas a través de zonas en combate era imposible, Heydrich decidió que los judíos que viviesen en el área polaca bajo ocupación alemana tenían que ser eliminados en los campos de exterminio situados en aquel territorio; con los judíos del resto de Europa se haría lo mismo.
El 8 de enero de 1942, Heydrich envió de nuevo las invitaciones para una reunión fijada para el 20 del mismo mes. El lugar escogido para la conferencia fue una villa de Wannsee situada en el 56-58 de la calle Am Großen Wannsee, con vistas al lago Großer Wannsee. El arquitecto berlinés Paul Baumgarten planeó y construyó una mansión de clase alta, en la entonces avenida Große Seestrasse, entre 1914 y 1915, para el fabricante Ernst Marlier. La mansión fue considerada como la más lujosa de la zona y en su momento perteneció a la comunidad de Wannsee, hoy en día parte del distrito Steglitz-Zehlendorf. En 1921, Marlier vendió la propiedad al entonces líder del Grupo Stinnes, Friedrich Minoux. En 1929, se le asignó el número de casa 56/58 cuando la numeración de la calle fue modificada, y el 18 de abril de 1933 la calle se llamó Am Großen Wannsee. En 1940, Minoux fue arrestado por fraude, y mientras estaba bajo custodia, vendió la villa y la propiedad a precio rebajado de 1,95 millones de marcos a la Fundación Nordhav, quienes manejaban las transacciones de propiedad para el Sicherheitsdienst —«Servicio de seguridad»— de las SS. El Sicherheitsdienst usaba la casa como centro de conferencias y de alojamiento para los invitados a las mismas.

## Asistentes
Heydrich invitó a representantes de varios ministerios y a representantes de las SS. El proceso de difusión de información sobre el destino de los judíos ya estaba en marcha cuando se celebró la reunión. De los quince asistentes, ocho tenían doctorados académicos.
| Nombre                                     | Foto | Título | Organización                                                | Superior | Notas |
| ------------------------------------------ | ---- | --- | ----------------------------------------------------------- | --- | --- |
| SS-Obergruppenführer Reinhard Heydrich     |      | Jefe de la RSHA. Adjunto y Protector del Reich de Bohemia y Moravia Dirigente de la conferencia                           | Schutzstaffel (SS)                                          | Reichsführer-SS (Comandante en jefe de las SS) Heinrich Himmler                                                    | Muerto el 4 de junio de 1942 por un atentado en Praga a manos de la resistencia checa. |
| SS-Gruppenführer Otto Hofmann              |      | Jefe de la Oficina Principal de Raza y Asentamiento de las SS (RuSHA)                                                     | Schutzstaffel                                               | Reichsführer-SS Heinrich Himmler                                                                                   | Arrestado en 1945 por crímenes de guerra y sentenciado a veinticinco años en el Juicio del RuSHA de los cuales cumplió solo seis. Trabajó como empleado en Wurtemberg y falleció en Bad Mergentheim en 1982. |
| SS-Gruppenführer Heinrich Müller           |      | Jefe de Amt IV (sección IV) de la Gestapo                                                                                 | Oficina Central de Seguridad del Reich, Schutzstaffel       | Jefe de la RSHA SS-Obergruppenführer Reinhard Heydrich                                                             | Desaparecido en Berlín en mayo de 1945, se desconoce su último paradero o destino final. |
| SS-Oberführer Dr. Karl Eberhard Schöngarth |      | Comandante de la SiPo —«Policía de seguridad»— y la SD ―«Servicio de inteligencia» de la Gestapo― en el Gobierno General. | SiPo y SD, RSHA, Schutzstaffel                              | Jefe de la RSHA SS- Obergruppenführer Reinhard Heydrich                                                            | Ejecutado por los británicos el 16 de mayo de 1946. |
| SS-Oberführer Dr. Gerhard Klopfer          |      | Secretario permante | Cancillería del Reich                                       | Canciller en jefe del Partido Nazi Martin Bormann                                                                  | Arrestado en 1945 por crímenes de guerra y liberado por falta de pruebas. Después de la guerra trabajó como asesor fiscal y murió en 1987.                                                                   |
| SS-Obersturmbannführer Adolf Eichmann      |      | Jefe de Referat IV B4 (grupo IV) de la Gestapo Elaborador de los protocolos de Wannsee                                    | Gestapo, RSHA, Schutzstaffel                                | Jefe del Amt IV SS-Gruppenführer Heinrich Müller                                                                   | Secuestrado en Argentina en 1960 por el Mossad (servicio secreto israelí) y llevado a juicio en Jerusalén, donde fue condenado a muerte por crímenes contra la humanidad y ejecutado el 31 de mayo de 1962.  |
| SS-Sturmbannführer Dr. Rudolf Lange        |      | Comandante de la SiPo y la SD por Letonia; subcomandante de la SiPo y la SD, jefe de Einsatzkommando                      | SiPo y SD, RSHA, Schutzstaffel                              | SS-Brigadeführer y Generalmajor der Polizei Dr. Franz Walter Stahlecker                                            | Muerto en combate en febrero de 1945 en Poznan, Polonia. |
| Dr. Georg Leibbrandt                       |      | Subsecretario | Ministerio del Reich para los Territorios Ocupados del Este | Ministro Dr. Alfred Rosenberg                                                                                      | Detenido en 1945 por crímenes de guerra, fue liberado posteriormente por falta de pruebas. Activista de un Centro Cultural estadounidense, falleció en 1982.                                                 |
| Dr. Alfred Meyer                           |      | Gauleiter, secretario de Estado y viceministro del Reich                                                                  | Ministerio del Reich para los Territorios Ocupados del Este | Dr. Alfred Rosenberg                                                                                               | Se suicidó en la primavera de 1945. |
| Dr. Josef Bühler                           |      | Secretario de Estado | Gobierno General (Autoridad de la Polonia ocupada)          | Gobernador general Dr. Hans Frank                                                                                  | Juzgado por crímenes contra la humanidad en contra del pueblo polaco, condenado a muerte en Varsovia el 20 de julio de 1948 y ejecutado al mes siguiente en Cracovia.                                        |
| Dr. Roland Freisler                        |      | Secretario de Estado | Ministerio de Justicia del Reich                            | Ministro de Justicia del Reich Dr. Franz Schlegelberger                                                            | Murió en plena audiencia en febrero de 1945 cuando juzgaba a uno de los implicados en el atentado del 20 de julio al ser bombardeado por los Aliados el edificio en el que se encontraba.                    |
| SS-Brigadeführer Dr. Wilhelm Stuckart      |      | Secretario de Estado | Ministerio del Interior del Reich                           | Ministro del Interior del Reich Dr. Wilhelm Frick                                                                  | Detenido en 1945 por crímenes de guerra, fue sentenciado en 1949 y puesto en libertad por cumplir con el término de la condena. Falleció en un accidente de tráfico en 1953.                                 |
| SS-Oberführer Erich Neumann                |      | Secretario de Estado | Jefe de la Oficina de Planificación de los Cuatro Años      | Plenipotenciario Hermann Göring                                                                                    | Detenido en 1945, liberado por falta de pruebas en 1948, falleció el mismo año. |
| Friedrich Wilhelm Kritzinger               |      | Secretario permanente | Cancillería del Reich                                       | Ministro y cabeza de la cancillería del Reich SS-Obergruppenführer Dr. Hans Lammers                                | Detenido por crímenes de guerra. Ante el Tribunal Penal Internacional de Núremberg en 1945, se declaró avergonzado de las atrocidades alemanas, fue liberado y murió en 1947.                                |
| Martin Luther                              |      | Subsecretario | Ministerio de Relaciones Exteriores del Reich               | Ernst von Weizsäcker, secretario de Estado del Reich, y Joachim von Ribbentrop, ministro de Relaciones Exteriores. | Falleció de un ataque cardíaco en un hospital de Berlín, en mayo de 1945. |

## Desarrollo

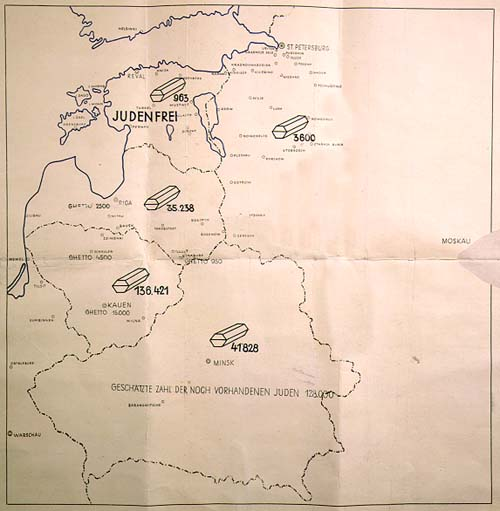
Mapa utilizado para ilustrar el informe de Stahlecker a Heydrich el 31 de enero de 1942. Muestra el número de judíos ejecutados en los Estados bálticos y Bielorrusia en 1941. La frase en la parte inferior dice que «el número estimado de judíos que aún están disponibles es de 128 000», mientras que Estonia está marcada como judenfrei —«libre de judíos»—.

Durante los preparativos para la conferencia, Eichmann recopiló las cifras de los judíos que había en cada uno de los diferentes países europeos. Dividió estos países en dos grupos, «A» y «B». Los países pertenecientes al grupo «A» eran aquellos que se encontraban bajo control del Reich, total o  parcialmente ocupados e inactivos, como por ejemplo la Francia de Vichy; mientras que los que estaban listados en el grupo «B» eran aliados, estados clientes o títeres, neutrales, o los que estaban en guerra con Alemania. Estas cifras también reflejaban las acciones que los nazis estaban llevando a cabo; por ejemplo, Estonia fue listada como judenfrei ―«libre de judíos»—, ya que los 4 500 judíos que quedaban en el país báltico tras la ocupación alemana ya habían sido asesinados para finales de 1941. La Polonia ocupada no estaba en la lista porque el país se dividió en tres partes en 1939: las áreas polacas anexionadas por la Alemania nazi en el oeste, los territorios de Polonia anexados por la Unión Soviética en el este y el Gobierno General, donde muchos polacos expulsados y judíos ya habían sido reasentados.
Heydrich inició la conferencia con una enumeración de las diferentes medidas que el régimen nazi, desde su ascenso al poder, había llevado a cabo en contra de los judíos. Declaró que entre 1933 y octubre de 1941, 537 000 judíos de origen alemán, austríaco y checo habían emigrado. Dicha información la extrajo de un papel que contenía un resumen elaborado por Eichmann la semana anterior. Heydrich también informó que había aproximadamente once millones de judíos en toda Europa, de los cuales al menos la mitad se encontraban en países fuera del control alemán. Asimismo, explicó que a causa de la prohibición por parte de Himmler de dejar emigrar a más judíos, se llevaría a cabo una nueva solución: «evacuarlos» al este. Esta solución sería temporal y constituiría un paso hacia la solución final. Sintetizando los planes del régimen nazi, Heydrich declaró:
| Alemán | Traducción literal |
| --- | --- |
| Unter entsprechender Leitung sollen nun im Zuge der Endlösung die Juden in geeigneter Weise im Osten zum Arbeitseinsatz kommen. In großen Arbeitskolonnen, unter Trennung der Geschlechter, werden die arbeitsfähigen Juden straßenbauend in diese Gebiete geführt, wobei zweifellos ein Großteil durch natürliche Verminderung ausfallen wird. Der allfällig endlich verbleibende Restbestand wird, da es sich bei diesem zweifellos um den widerstandsfähigsten Teil handelt, entsprechend behandelt werden müssen, da dieser, eine natürliche Auslese darstellend, bei Freilassung als Keimzelle eines neuen jüdischen Aufbaues anzusprechen ist. | Bajo la correcta dirección y en el marco de la Solución Final, los judíos serán enviados al este para ser usados para el trabajo de manera adecuada. En grandes columnas de trabajo, bajo separación por sexos, los judíos capacitados para trabajar serán llevados a estas áreas para construir carreteras; durante lo cual, indudablemente, una gran parte serán eliminados por causas naturales. Los del posible remanente final, al formar parte, indudablemente, de la porción más resistente, tendrán que ser tratados de acuerdo a esta condición, como la selección natural que representan, ya que en caso de ser liberados actuarían como la semilla del renacimiento judío. |

El historiador alemán Peter Longerich ha señalado que las órdenes vagas redactadas en una terminología que tenía un significado específico para los miembros del régimen eran comunes, en especial cuando a las personas se les ordenaba realizar actividades delictivas. Los líderes recibieron informes sobre la necesidad de ser «severos» y «firmes»; todos los judíos debían ser vistos como enemigos potenciales que debían ser tratados sin piedad. La redacción del acta distribuida de la reunión, la cual sería conocida después como el «Protocolo de Wannsee», dejó muy en claro a los participantes que la «evacuación hacia el este» era en realidad un eufemismo de «exterminación». Heydrich continuó su discurso mediante el cual señaló que para el desarrollo de la «ejecución práctica de la solución final, se peinaría toda Europa de oeste a este»; pero que Alemania, Austria y el Protectorado de Bohemia y Moravia tendrían prioridad «como consecuencia de los problemas de vivienda, las necesidades y políticas sociales».
Al mencionar las «políticas sociales», Heydrich hizo referencia a la creciente presión ejercida por los Gauleiter —los líderes regionales del Partido nazi— en Alemania para que los judíos que aun vivían en el país fueran expulsados de sus hogares, de modo que aquellos alemanes que se hubiesen quedado sin vivienda, a causa de los bombardeos de los Aliados, pudiesen tener una, así como para hacer espacio vital para los trabajadores que estaban siendo traídos a la fuerza desde los territorios ocupados. Los judíos «evacuados» serían enviados en primer lugar a «guetos de tránsito» situados en la Gobierno General, desde los cuales serían transportados hacia el Este. Heydrich también resaltó que para evitar las dificultades legales y políticas que pudiesen surgir, era importante definir quién era judío para los propósitos de la «evacuación». Con ese propósito, definió las categorías de personas judías que no serían asesinadas, entre las cuales incluyó a los judíos mayores de sesenta y cinco años, los judíos veteranos de la Primera Guerra Mundial que hubiesen sufrido durante dicha contienda heridas graves o que hubieran recibido la Cruz de Hierro, serían enviados a Theresienstadt en vez de ser «ejecutados». Heydrich afirmó que con esta «solución conveniente nos ahorraremos muchas intervenciones de una sola tajada».

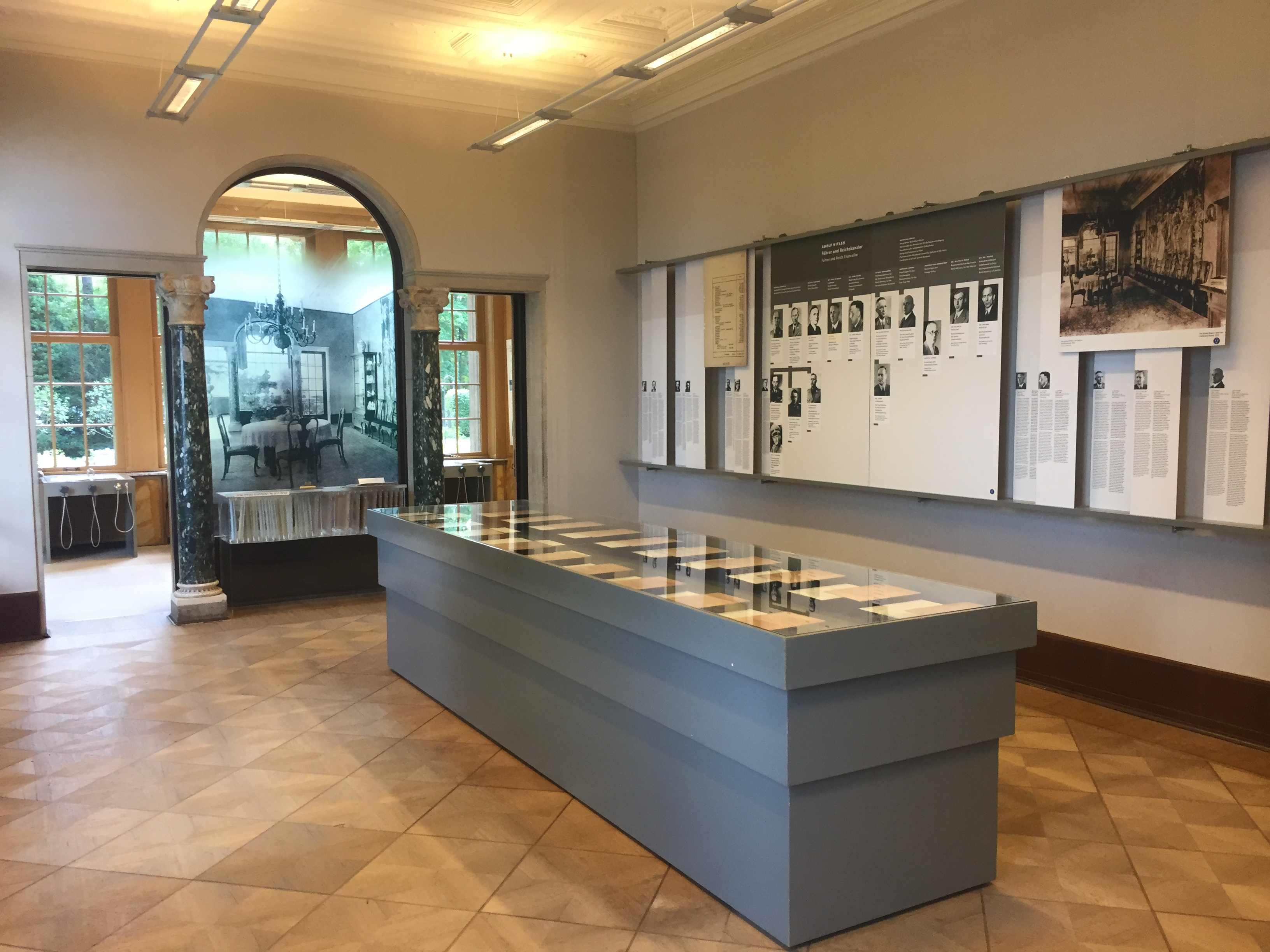
Comedor de la casa de la Conferencia de Wannsee. Lugar donde el liderazgo nazi se reunió en 1942 para decidir sobre la implementación de la llamada «solución final a la cuestión judía». En 1992, cincuenta años después de la conferencia, fue reconvertido en un museo con todos los documentos relacionados con dicha reunión.

La situación de aquellos cuya sangre solo era en parte judía o la de los judíos que estaban casados con personas no judías era más compleja. Tras la aprobación de las Leyes de Núremberg en 1935, la condición de estos se había dejado ambigua a propósito. Heydrich anunció que los Mischlinge, un término peyorativo nazi empleado para referirse a las personas mestizas, de primer grado (con dos abuelos judíos) serían tratados como judíos. No obstante, esta regla no se aplicaría en caso de que estuviesen casados con alguien que no fuera judío y tuviesen algún hijo en común. Tampoco sería efectiva en el supuesto de que recibiesen una excepción por escrito de las «más altas oficinas del Partido y del Estado». En tal caso, serían esterilizados, o deportados, si se negaban a cooperar. Los Mischlinge de segundo grado, aquellos que tuviesen tan solo un abuelo judío, serían tratados como alemanes a no ser que hubiesen contraído matrimonio con algún Mischling de primer grado, o con algún «judío puro», o «tuviesen una especial e indeseable apariencia racial por la que se distinguiesen como judíos», o tuvieran un «expediente político que mostrase que se sentían o actuaban como judíos».
Las personas que conformasen los últimos tres grupos serían ejecutadas aún si estuvieran casados con personas no judías. En el caso de los matrimonios mestizos, Heydrich propuso que cada caso se evaluase de manera individual aunque se debía tomar en cuenta el posible impacto sobre los familiares alemanes. Si tal matrimonio hubiese dado lugar a un niño y este hubiera crecido como un alemán, el judío no sería ejecutado. Sin embargo, si se diese el caso contrario, el judío sería asesinado o llevado a un gueto para personas de edad avanzada. Estas excepciones se aplicaban tan solo a los judíos alemanes y austríacos, aunque en muchos casos, ni siquiera ellos se libraron de la persecución y exterminio. En la mayoría de los países ocupados, los judíos eran acorralados y asesinados en masa, y cualquiera que viviera con los judíos ―o se identificara con su comunidad― era tratado como judío.

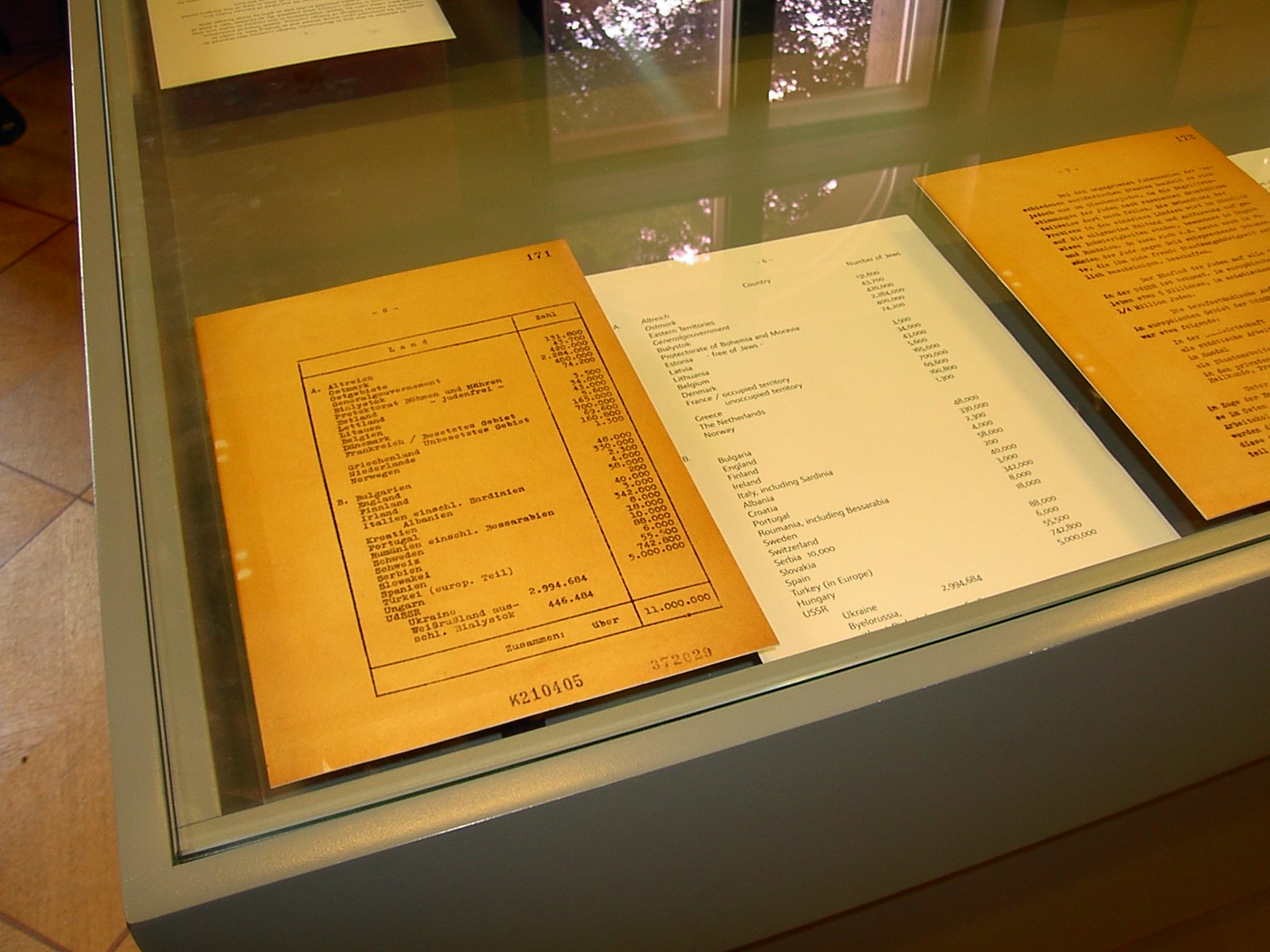
Facsímil del Acta de la Conferencia de Wannsee. En ella se menciona el número de judíos por cada país europeo.

Otro apunte que Heydrich dijo fue: «Tanto en la Francia ocupada como en la zona libre, el registro de judíos para su evacuación se llevará a cabo sin grandes dificultades». Sin embargo, la mayoría de los judíos franceses consiguió sobrevivir a la guerra. En los casos de Rumania y Hungría, ambos aliados de Alemania, se presentaron obstáculos. «En Rumania, el Gobierno ha designado un comisario para los asuntos judíos», dijo Heydrich. De hecho, la deportación de los judíos rumanos fue lenta e ineficiente a pesar del alto grado de antisemitismo entre la población. Heydrich comentó que para resolver «la cuestión en Hungría, será pronto necesario forzar la designación de un consejero para los asuntos judíos en el Gobierno húngaro». El régimen húngaro de Miklós Horthy consiguió evitar la interferencia de Alemania en su política referente a los judíos hasta la primavera de 1944, cuando la Wehrmacht invadió el país. Muy pronto, 600 000 judíos de Hungría, así como de las partes de Checoslovaquia, Rumania y Yugoslavia ocupadas por este país, fueron exterminados por Eichmann, quien recibió el apoyo y la ayuda de las autoridades húngaras.
Heydrich habló a lo largo de una hora. A su discurso le siguieron treinta minutos de preguntas y comentarios, sucedidos por una conversación de carácter más informal. Otto Hofmann, jefe de la Oficina Central de Raza y Asentamiento de las SS —conocida también por las siglas RuSHA—, y el secretario de Estado del Ministerio del Interior del Reich, Wilhelm Stuckart, señalaron las dificultades legales y administrativas en lo concerniente a los matrimonios mixtos y propusieron la disolución obligatoria de estos o un uso más extendido de la esterilización como una alternativa más sencilla. Erich Neumann, representante de los organismos del Plan Cuatrienal, abogó por la exoneración de los trabajadores judíos que trabajasen en las industrias, ya que estos eran vitales para la guerra y no se tenían sustitutos disponibles. Heydrich le aseguró que la política ya contemplaba esos casos y que tales judíos no serían asesinados.
Josef Bühler, secretario de Estado del Gobierno General, manifestó su apoyo al plan y sus deseos de que las ejecuciones comenzasen lo antes posible. Según se acercaba el final de la reunión, los asistentes se sirvieron coñac y, tras esto, la conversación se tornó menos reservada. «Los caballeros estaban juntos, de pie o sentados», declaró Eichmann en su juicio, «y hablando del tema con un lenguaje bastante diferente del que más tarde tuve que usar para los informes. Durante las conversaciones no medían sus palabras... hablaban acerca de métodos para matar, de liquidación, de exterminación». Eichmann anotó en su informe que Heydrich se mostró muy satisfecho con el desarrollo de la reunión pues había esperado mucha resistencia de la mayoría de los asistentes. En cambio, se encontró con «una atmósfera no solo de cooperación por parte de los participantes, sino más que eso; se podía sentir un acuerdo que había tomado una forma que nadie se podría haber esperado».

### Lista de Eichmann

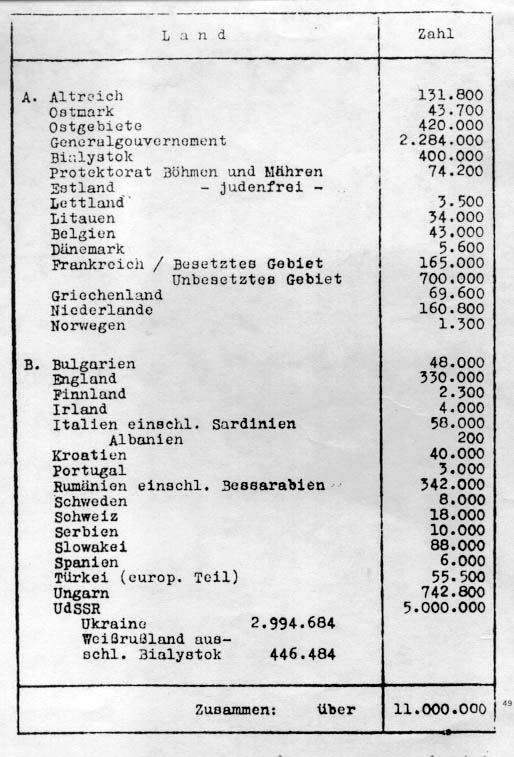
Lista de Eichmann.

| Localización                      | Número          |
| --------------------------------- | --------------- |
| Altreich                          | 131 800         |
| Ostmark                           | 43 700          |
| Ostgebiete                        | 420 000         |
| Gobierno General                  | 2 284 000       |
| Białystok                         | 400 000         |
| Protectorado de Bohemia y Moravia | 74 200          |
| Estonia                           | libre de judíos |
| Letonia                           | 3 500           |
| Lituania                          | 34 000          |
| Bélgica                           | 43 000          |
| Dinamarca                         | 5 600           |
| Francia (zona ocupada)            | 165 000         |
| Francia (zona libre)              | 700 000         |
| Estado Helénico                   | 69 600          |
| Países Bajos                      | 160 800         |
| Noruega                           | 1 300           |

| Localización                         | Número            |
| ------------------------------------ | ----------------- |
| Bulgaria                             | 48 000            |
| Inglaterra                           | 330 000           |
| Finlandia                            | 2 300             |
| Estado Libre Irlandés                | 4 000             |
| Reino de Italia (incluyendo Cerdeña) | 58 000            |
| Albania                              | 200               |
| Croacia                              | 40 000            |
| Portugal                             | 3 000             |
| Rumania (incluyendo Besarabia)       | 342 000           |
| Suecia                               | 8 000             |
| Suiza                                | 18 000            |
| Serbia                               | 10 000            |
| Eslovaquia                           | 88 000            |
| España                               | 6 000             |
| Turquía (parte Europea)              | 55 500            |
| Hungría                              | 742 800           |
| Unión Soviética                      | 5 000 000 (total) |
| –Ucrania                             | 2 994 684         |
| –Bielorrusia (excluyendo Białystok)  | 446 484           |
| Total                                | 11 000            |

## Protocolo de Wannsee

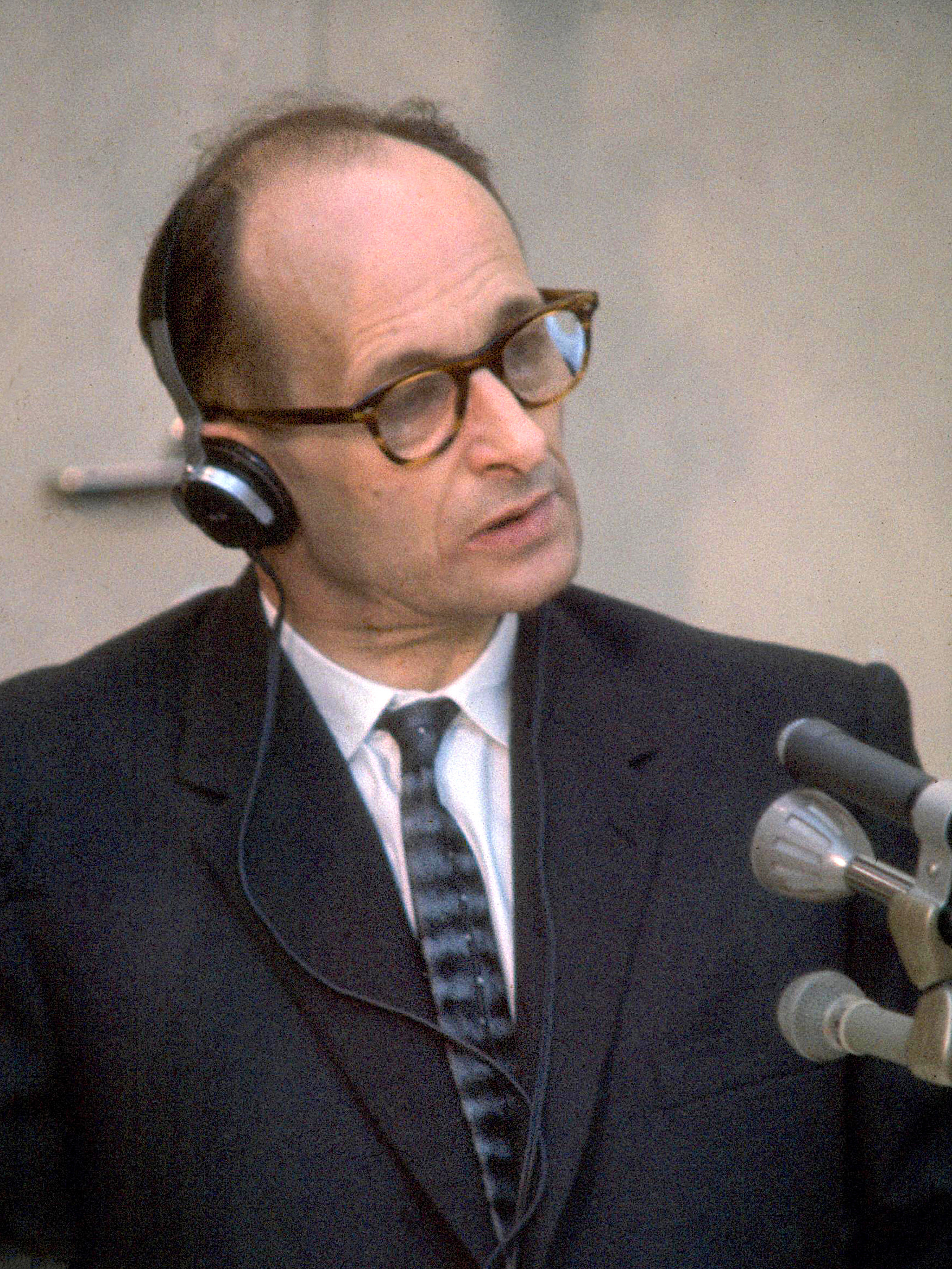
Adolf Eichmann siendo juzgado en Jerusalén en 1961.

Al concluir la reunión, Heydrich le dio a Eichmann instrucciones firmes sobre las cuestiones que deben escribirse en el acta y que no debían ser textuales, a lo que este se aseguró de que no apareciera nada demasiado explícito en ellas. Años después, Eichmann declaró mientras era juzgado en Jerusalén: «¿Cómo debía decirlo? Ciertas expresiones de lenguaje y jerga exageradas tuvieron que ser traducidas al lenguaje de oficina por mí». También dijo: «Se habló de matar, eliminar y exterminar. De hecho, yo mismo tuve que hacer los preparativos para redactar el acta. No podía quedarme ahí parado y solo escuchar. Pero las palabras sí me llegaron».
Eichmann condensó sus registros en un documento que describe el propósito de la reunión y las intenciones del régimen en adelante. Además declaró que fue editado personalmente por Heydrich, y por lo tanto reflejó el mensaje que él quiso que se llevasen los participantes de la reunión. Se enviaron copias a todos los participantes después de la reunión. La mayoría de estas copias fueron destruidas al final de la guerra cuando los participantes y otros funcionarios trataron de ocultar sus rastros. No fue hasta 1947 que la copia de Luther —la número 16 de 30 copias preparadas— fue encontrada en los archivos que habían sido incautados de la antigua cancillería alemana por el fiscal de los Estados Unidos Robert Kempner, quien la usó como prueba en los juicios posteriores de Núremberg.

## Interpretación
La Conferencia de Wannsee duró tan solo noventa minutos. La principal importancia que los escritores posteriores a la guerra le han atribuido no fue tan evidente para la mayoría de los que tomaron parte en la misma. Heydrich no organizó la reunión para tomar decisiones muy importantes acerca de la cuestión judía. Las ejecuciones masivas de judíos en los territorios conquistados de la Unión Soviética y Polonia ya estaban en curso y un nuevo campo de exterminio estaba en proceso de construcción en Bełżec cuando se llevó a cabo la reunión. La construcción de los grandes campos de exterminio de Auschwitz, Majdanek y Maly Trostinets había comenzado tiempo atrás y el gas venenoso zyklon B fue ensayado en Auschwitz ya en septiembre de 1941. Asimismo, había más campos de este tipo en fase de planificación, y la decisión de exterminar a los judíos ya estaba tomada. 
Heydrich, como emisario de Himmler, organizó la reunión para asegurarse de la cooperación durante las deportaciones de los diversos departamentos administrativos del Reich. Las observaciones del historiador Laurence Rees apoyan la posición de Longerich en que la decisión sobre del exterminio de los judíos fue decidida antes de la conferencia; Rees señala que la Conferencia de Wannsee fue realmente una reunión de «funcionarios de segundo nivel» y subraya que ni Himmler, Goebbels o Hitler estuvieron presentes. De acuerdo con Longerich, uno de los principales objetivos de la reunión consistía en enfatizar que una vez completadas las deportaciones, la implementación de la solución final se convertiría en un asunto interno de las SS, totalmente fuera del campo de actuación de cualquier otra agencia.
Otra finalidad de la conferencia fue determinar el alcance de las deportaciones y fijar la definición de quien debía ser considerado judío, o Mischling. Según Longerich, «los representantes de la burocracia ministerial dejaron claro que no les preocupaba el principio de deportación en sí mismo. Este fue de hecho el resultado crucial de la reunión y la razón principal por la cual Heydrich preparó minutas detalladas y las distribuyó de forma amplia». La presencia de todos ellos en la reunión también aseguraba que los presentes serían cómplices de los asesinatos que se iban a llevar a cabo. El biógrafo de Eichmann, David Cesarani, coincidió con la interpretación de Longerich; apunta que el principal objetivo de Heydrich era imponer su propia autoridad sobre los diferentes ministerios y agencias envueltos en las políticas referentes a los judíos, así como evitar cualquier repetición de las disputas que habían surgido previamente en la campaña de aniquilación. «La manera más simple y más decisiva por la cual Heydrich se podía asegurar la fluidez de las deportaciones», escribió Cesarani, «era mediante la imposición de su total control sobre la suerte de los judíos tanto en el Reich como en el este y también instando a otras partes interesadas a seguir la línea de la RSHA».

## Casa de la Conferencia de Wannsee

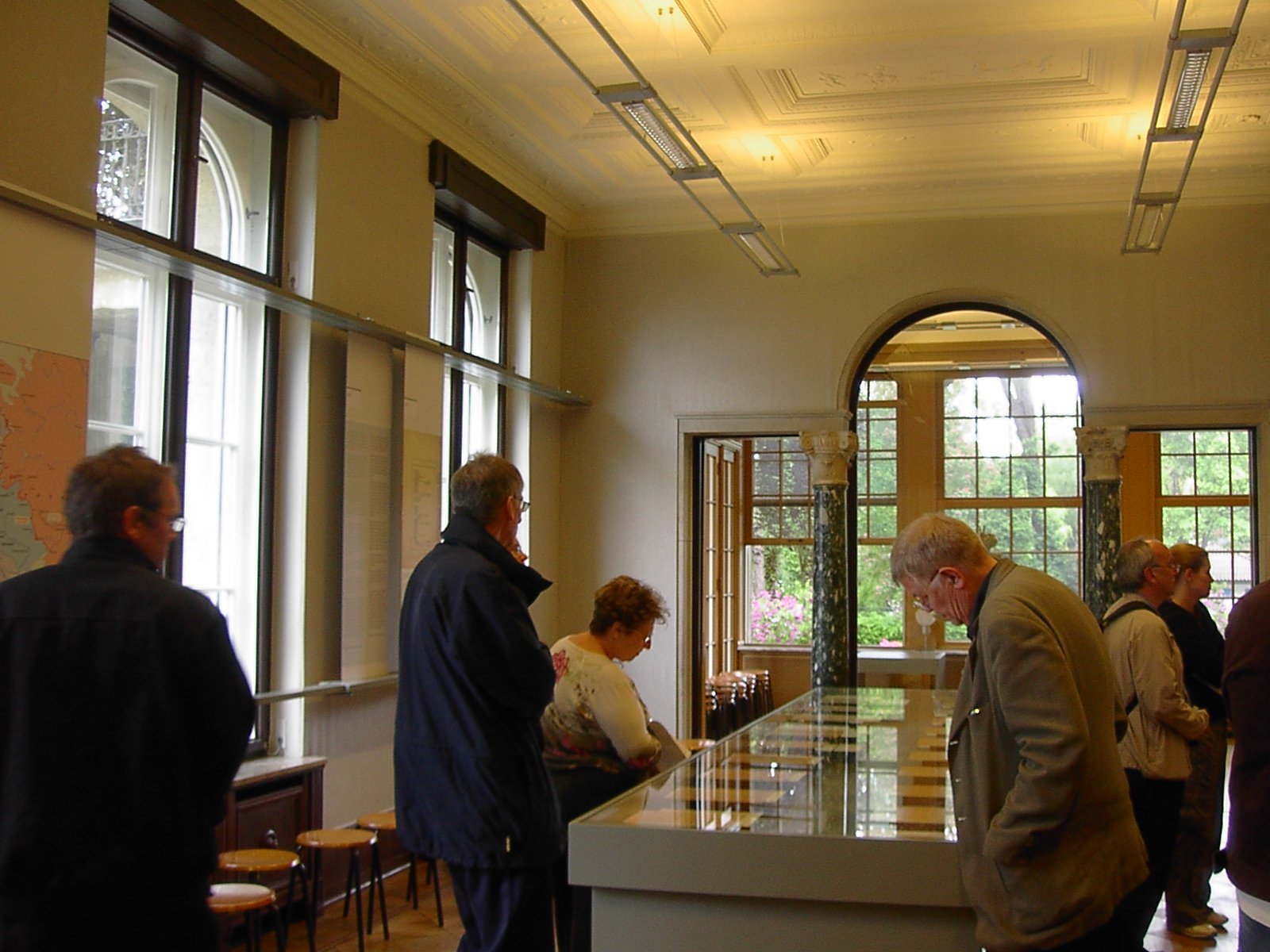
Salón del comedor de la villa de Wannsee, siendo visitado por turistas.

En 1965 el historiador Joseph Wulf propuso que la mansión en donde se celebró la conferencia fuera un monumento del Holocausto y un centro de documentos, pero el Gobierno de Alemania Occidental no se mostró interesado en ese momento, el inmueble era usado como colegio y no había fondos disponibles. Desanimado por el fracaso del proyecto y la indiferencia del Gobierno alemán para perseguir y condenar a los criminales de guerra nazis, Wulf se suicidó en 1974.
El 20 de enero de 1992, con motivo del quincuagésimo aniversario de la conferencia, el sitio finalmente fue convertido en un monumento y museo del Holocausto conocido como con el nombre de «Casa de la Conferencia de Wannsee» (en alemán: Haus der Wannsee-Konferenz). El museo también alberga exposiciones permanentes de textos y fotografías que documentan eventos del Holocausto y su planificación. La Joseph Wulf Bibliothek / Mediothek, la biblioteca y mediateca creada en memoria de Joseph Wulf en el segundo piso, alberga una colección de libros sobre la era nazi, además de otros materiales como microfilmes y documentos originales relacionados con la conferencia.

## La Conferencia de Wannsee en la cultura popular
Desde el final de la Segunda Guerra Mundial, la Conferencia de Wannsee ha sido objeto de estudio por parte de historiadores, también ha sido presentada en distintos documentales televisivos, adaptada para películas de televisión y novelas de ficción. 
- En 1979, se emitió la miniserie de televisión Holocausto (en inglés Holocaust), en donde se hace referencia a la Conferencia de Wannsee en su segundo episodio.
- En 1984, se produjo la película austríaca para televisión La conferencia de Wannsee (en alemán Die Wannseekonferenz) cuya duración de ochenta y siete minutos es aproximada al de la conferencia real.[101]
- En 2001, se emitió en Estados Unidos la película para televisión La solución final (en inglés Conspiracy), con las actuaciones de Kenneth Branagh como Heydrich, y Stanley Tucci como Eichmann.[102][103] Ganó siete premios, incluido un Globo de Oro y dos Emmy.[104]
- En 1992 se realizó el documental La Conferencia de Wannsee (en inglés The Wannsee Conference) que analiza más a fondo dicha reunión.[105]
- La novela de ficción policíaca Patria (en inglés Fatherland) relata una historia alternativa en las que los nazis ganaron la Segunda Guerra Mundial, y cuya trama gira en el asesinato de los miembros que participaron en la Conferencia de Wannsee con el objeto de evitar que la sociedad alemana descubra la Solución final.[106]
- La Conferencia de Wannsee (en alemán Die Wannseekonferenz) es un docudrama de la televisión alemana multipremiado,[107] emitido por primera vez el 24 de enero de 2022. El director Matti Geschonneck muestra una recreación de la verdadera Conferencia de Wannsee, basada en un guion de Magnus Vattrodt y con Philipp Hochmair como Reinhard Heydrich.[108]